# Autorità di bacino distrettuale del fiume Po

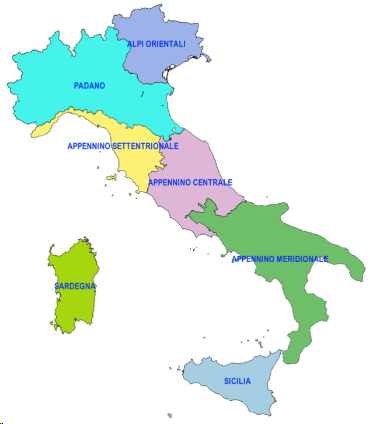
Le 7 Autorità di bacino operanti in Italia; in azzurro il territorio di competenza dell'Autorità di bacino distrettuale del fiume Po

L'Autorità di bacino distrettuale del fiume Po (subentrata all'Autorità di bacino del fiume Po) è una delle Autorità istituite dal decreto del Ministero dell'ambiente e della tutela del territorio e del mare del 25 ottobre 2016. Il decreto suddivide il territorio italiano in sette distretti idrografici riducendo il numero di Autorità di bacino da 37 a 7.
La sede amministrativa dell'Autorità di bacino distrettuale del fiume Po è a Parma.

## Territorio di competenza
Tutte le Regioni in cui siano presenti affluenti del fiume Po, la val di Livigno tributaria del Danubio e la val di Lei tributaria del Reno.
Il territorio gestito dall'ente è suddiviso fra 3.210 comuni appartenenti a Liguria, Piemonte, Valle d'Aosta, Lombardia, Trentino-Alto Adige, Veneto, Emilia-Romagna, Toscana e ha una superficie di 71057 km².
Inoltre comprende tutta la Svizzera italiana, l'alta Val Divedro svizzera, l'alta Val Cenischia francese, l'alta Valle Stretta francese la valle del Rio Secco e le fonti della Piccola Dora, il ramo sorgentifero della Dora Riparia situato in Francia
Nel maggio del 2017 sono state annesse le Autorità di bacino interregionale del fiume Reno, l'Autorità di bacino interregionali dei fiumi Fissero Tartaro Canalbianco, l'Autorità di bacino interregionale dei fiumi Marecchia-Conca e l'Autorità dei bacini regionali romagnoli.